# Midt i og udenfor
|  | Denne artikel er oprettet af botten PalnaBot ud fra en ekstern database. Den kan derfor have sproglige fejl eller mangler. Denne skabelon kan fjernes efter kontrol af indholdet. |

Midt i og udenfor er en portrætfilm fra 1962 instrueret af Ole Gammeltoft efter manuskript af Ole Gammeltoft.

## Handling
En film om den subsistensløse Oskar Petersen, hans dag fra det første hark i vasken om morgenen til sikkerhedskæden sættes for hummerets dør om aftenen med bumsens kommentar om, at når han er død, skal liget brændes, og asken strøs ud i Kattegat nordvest for Læsø. Oskar er talentfuld. Han er sit eget orkester med tjimdada og det hele, og hans dag går med at småfilosofere over skæbnens tilskikkelser, modtage rutebåden om morgenen, gå i takt med Garden, spille Skipper Skræk for ungerne, der synes, han er tosset og i en scene på lossepladsen også giver sig til at forfølge den gamle (fra Politikens omtale, 25/1 1963).